# Partido de Ituzaingó
Partido de Ituzaingó är en kommun i Argentina.   Den ligger i provinsen Buenos Aires, i den centrala delen av landet, 27 km väster om huvudstaden Buenos Aires. Antalet invånare är 158 121. Arean är 39 kvadratkilometer.
Terrängen i Partido de Ituzaingó är mycket platt.
Trakten runt Partido de Ituzaingó består till största delen av jordbruksmark. Runt Partido de Ituzaingó är det mycket tätbefolkat, med 4 039 invånare per kvadratkilometer.